# Kombatita
La kombatita és un mineral de la classe dels vanadats. Va ser anomenada en honor de la seva localitat tipus: la mina Kombat (Namíbia).

## Característiques
La kombatita és un vanadat de plom de fórmula química Pb14O9(VO₄)₂Cl₄. Cristal·litza en el sistema monoclínic en grans anèdrics de fins a 0,2 mm. La seva duresa a l'escala de Mohs és de 2 a 3.
Segons la classificació de Nickel-Strunz, la kombatita pertany a «08.BO: Fosfats, etc. amb anions addicionals, sense H₂O, només amb cations de mida gran, (OH, etc.):RO₄ sobre 1:1» juntament amb els següents minerals: nacafita, preisingerita, petitjeanita, schumacherita, atelestita, hechtsbergita, smrkovecita, sahlinita, heneuïta, nefedovita, kuznetsovita, artsmithita i schlegelita.

## Formació i jaciments
La kombatita és un component rar en menes estratificades de manganès. Va ser descoberta a la mina Kombat (Kombat, Districte de Grootfontein, Regió d'Otjozondjupa, Namíbia). També ha estat descrita a la mina Wesley, a Bristol (Anglaterra, Regne Unit).